# Talaigua Nuevo

Localização do município de Talaigua Nuevo no departamento de Bolívar

Talaigua Nuevo é um município do departamento de Bolívar, na Colômbia.